# Livre de Durrow
Le Livre de Durrow (Book of Durrow en anglais) est un évangéliaire manuscrit enluminé de la fin du VIIe siècle typique de l'art hiberno-saxon. Il a longtemps fait partie du trésor de l'abbaye de Durrow, un monastère du centre de l'Irlande. Il est aujourd'hui conservé à Trinity College (Dublin)

## Historique
Le livre doit son nom à l'abbaye de Durrow, comté d'Offaly, fondée au cours du VIe siècle par saint Colomba. Trois hypothèses principales ont été émises quant à l'origine du manuscrit. Selon Daibhi O Croinin, le manuscrit a été écrit dans l'abbaye de Durrow, au début du VIIIe siècle, le rapprochant du style d'un autre manuscrit daté entre 703 et 710 (BNF, Lat.10837). Une autre hypothèse, se fondant sur l'analyse paléographique, y voit une production de Northumbrie, au nord de l'Angleterre, vers la fin du VIIe siècle. Cependant, d'autres analyses paléographiques contredisent cette datation et l'hypothèse de Northumbrie est de moins en moins suivie. Enfin, une troisième hypothèse soutenue par Henderson y voit une origine de Iona en Écosse, toujours à la fin du VIIe siècle. L'analyse textuelle penche plutôt pour une origine irlandaise, tout comme le livre de Kells, l'évangéliaire d'Echternach ou le livre d'Armagh.
Le manuscrit est localisé avec certitude à l'abbaye de Durrow entre 877 et 916. Un étui-reliquaire (Cumdach) est fabriqué pour lui sur ordre du roi d'Irlande Flann Mac Mael Sechnaill pour le protéger, car il est alors considéré comme une relique de saint Colomba que le saint aurait lui-même rédigé. Une note dans le manuscrit (f.248v.), qui signale le don d'une terre à cette abbaye, permet de le localiser encore dans le même monastère à la fin du XIe-début du XIIe siècle. Après la dissolution de l'abbaye du cours du XVIe siècle, le livre est localisé dans les environs, chez un particulier qui l'utilise comme remède pour ses animaux malades : il trempe certains feuillets (au moins les folios 218 à 221) dans l'eau et fait boire celle-ci à son bétail. En 1661, il est donné par l'évêque protestant de Meath Henry Jones à Trinity College de Dublin, en même temps que le livre de Kells. Il est toujours conservé à la bibliothèque de Trinity College, sous la cote Ms.57.

## Description

### Codicologie et textes
Le Livre de Durrow, plutôt de petite taille, mesure 245 mm sur 145 et contient 248 feuilles en vélin. Toutes les pages ont été coupées et ne sont plus du tout organisées en cahier comme à l'origine. La collation du manuscrit a entièrement été réétudiée à l'occasion de la restauration de la reliure en 1954.
L’ouvrage contient les Évangiles selon Matthieu, selon Marc, selon Luc et selon Jean. Ils sont précédés de textes qui leur sont fréquemment associés à l'époque : la lettre de saint Jérôme au pape Damase, quatre glossaires de termes hébreux, les tables de canons d'Eusèbe de Césarée, quatre tables des chapitres Capitula ou Breves causae et les quatre prologues des évangiles. Le texte biblique en latin est une version de la Vulgate très proche de l'originale, sans influence irlandaise. L'ordre des évangiles suit aussi la Vulgate mais l'ordre des symboles semble plutôt suivre celui de la Vetus Latina.
Le livre contient un double colophon au folio 247v. : l'un est rédigé par le scribe du manuscrit, l'autre est recopié d'un ouvrage plus ancien. Ce dernier a été gratté pour y ajouter le nom de Colomba, signalant la légende selon laquelle il aurait achevé la rédaction du manuscrit en 12 jours.

### Iconographie
Il contient onze miniatures en pleine page : une première page tapis contenant une croix, le symbole des évangélistes puis une seconde page tapis sont situés en début d'ouvrage, suivent deux pages enluminées au début de chaque évangile (un symbole et une page tapis), sauf pour l'évangile de Matthieu pour lequel il manque sa page tapis. Chaque évangile commence aussi par un incipit contenant de grandes lettrines ornées.

#### Les symboles des Évangélistes
Le manuscrit contient une page regroupant les 4 symboles des évangélistes autour d'une croix (f.2r.) puis une page consacrée à chaque symbole avant chaque évangile. Ils suivent l'ordre préhiéronymien des symboles, avec l'aigle attribué à Marc et le lion à Jean, conformément à l'ordre d'Irénée de Lyon. On peut lire les deux ordres des symboles sur le folio 2 recto selon qu'on lise les symboles dans l'ordre des aiguilles d'une montre (ordre irénéen) ou dans le sens inverse (ordre de saint Jérôme, avec le lion à Marc et l'aigle à Jean). Cette ambiguïté est peut-être volontaire dans un livre des évangiles lui-même ambigu, avec un texte conforme à la Vulgate de Jérôme, mais un ordre des symboles fidèle aux vieilles bibles latines irlandaises (Mathieu, Jean, Luc, Marc).

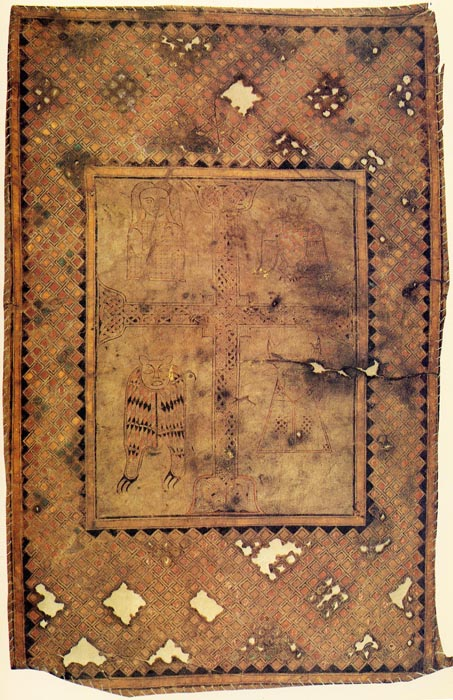
Symboles des évangélistes, f.2r.
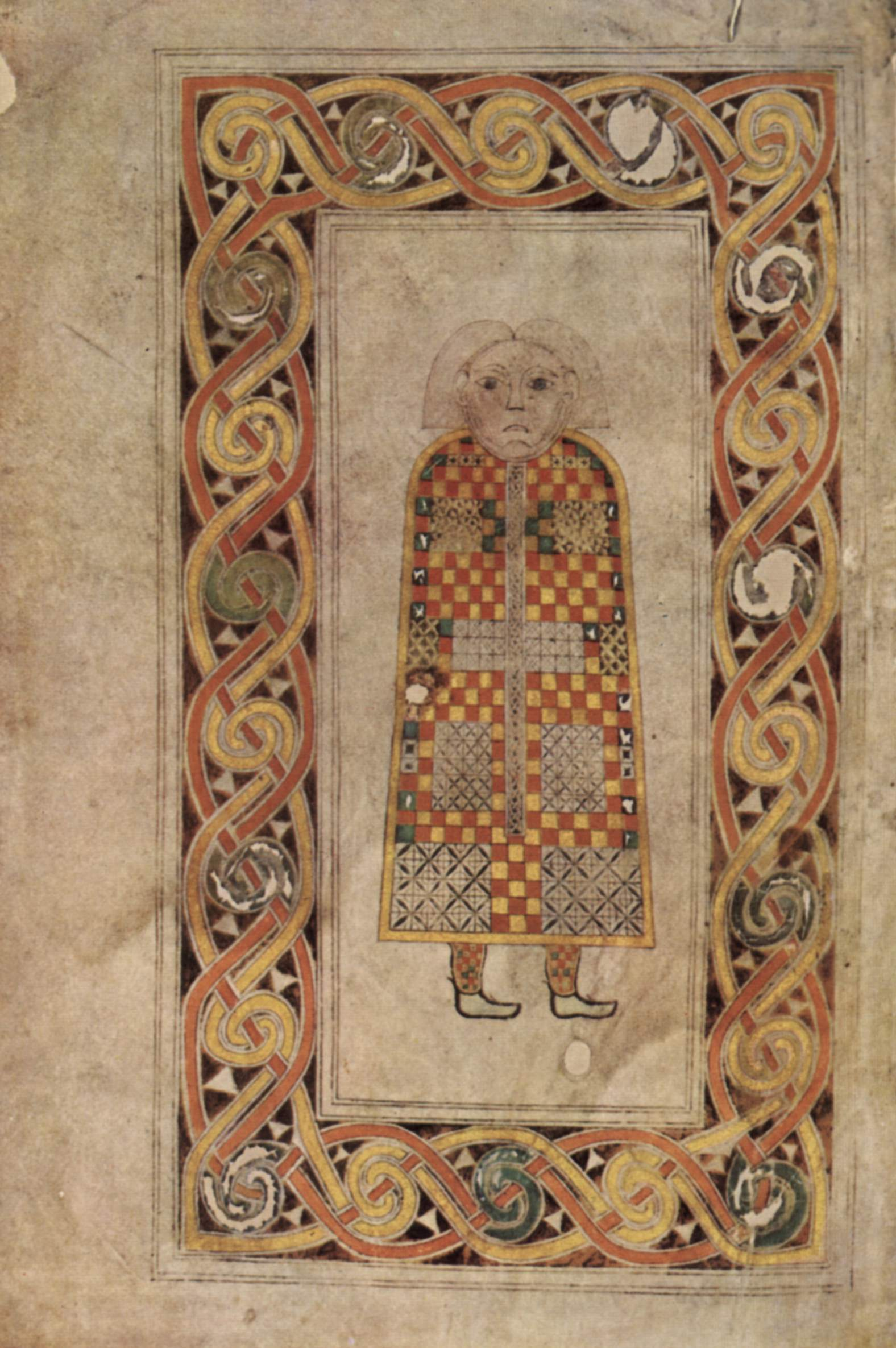
L'homme de Matthieu, f.21v.
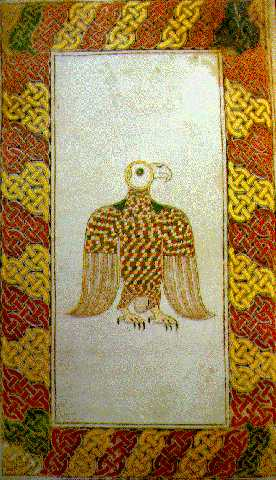
L'aigle de Marc, f.84v.
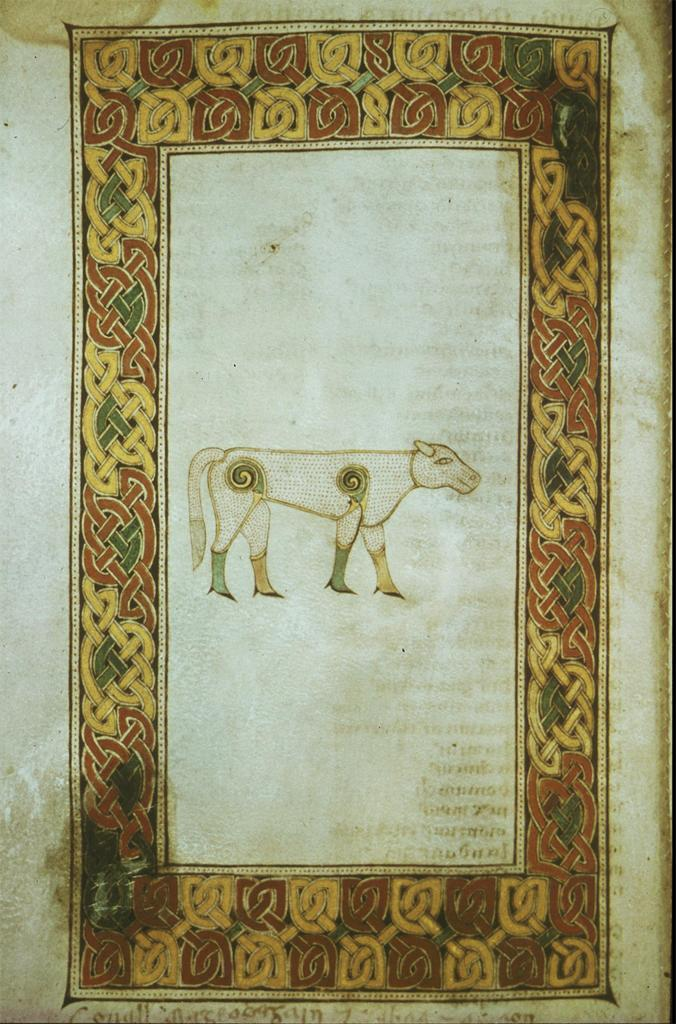
Le veau de Luc, f.124v.
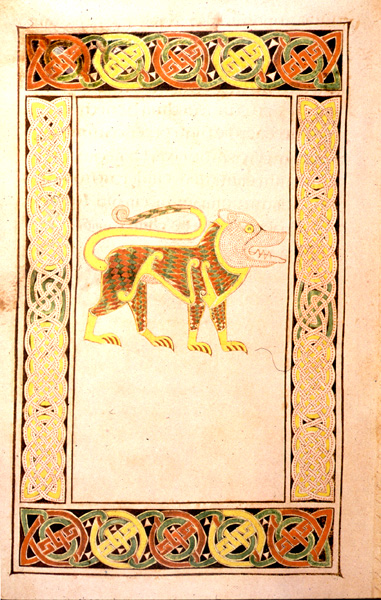
Le Lion de Jean, f.191v.

Le folio 2 recto présente les quatre symboles des évangélistes répartis autour d'une croix. Ils sont entourés par un cadre large : sa dimension par rapport au panneau intérieur est proportionnelle au nombre d'or. Bien que la page soit très abîmée, on y observe une grande croix formée d'entrelacs, délimitant quatre espaces où se trouvent, en haut à gauche un homme (saint Matthieu), un aigle (en haut à droite), un lion en bas à gauche et un veau (saint Luc) en bas à droite, ces deux derniers étant représentés de manière exceptionnelle en vue frontale. Les décorations de cette page font penser à la reliure d'un livre qui aurait été copiée. Il pourrait peut-être s'agir de l'ancienne couverture du livre de Durrow, ce qui expliquerait son délabrement.
L'homme de Matthieu est représenté dans un cadre fait d'entrelacs rouges, verts et jaunes. Le personnage porte une barbe et probablement une tonsure celtique et son corps est remplis de motifs en damier, avec au centre, une bande verticale figurant des entrelacs rappelant un vêtement ecclésiastique. Tous ces éléments font penser qu'il s'agit d'un moine ou d'un prêtre, bien qu'il ne porte pas de capuchon. Tous ces éléments rappellent aussi les représentations de héros dans les statuettes celtiques pré-chrétiennes, qui ont pu servir de modèle, de même que la tonsure était aussi portée par les guerriers irlandais.
L'aigle de Marc est lui aussi représenté au centre d'un cadre d'entrelacs rouges, jaunes et verts. La géométrie de la page serait basée sur la racine de deux. Le corps de l'aigle est formé de petites écailles arrondies rouges, jaunes, vertes et blanches qui rappellent l'art de l'orfèvrerie ou de l'émail, un tel objet ayant pu servir de modèle pour le dessin.
Le veau de Luc est lui aussi dans un cadre d'entrelacs aux couleurs identiques mais de format légèrement dissymétrique. Le veau est dessiné de profil tourné vers la droite. Son corps est entouré d'une bordure jaune qui forme deux spirales aux articulations des pattes avant et arrière. Il rappelle le veau représenté au sein de l'Évangéliaire d'Echternach, tous deux étant peut-être inspirés des animaux pictes gravés sur des pierres.
Le lion de Jean est entouré de quatre bordures d'entrelacs symétriques, collées mais discontinues. Il est représenté de profil, tourné vers la droite, la gueule ouverte et la queue formant un S au-dessus de son corps. Là encore, le dessin rappelle les pierres pictes, mais aussi les bijoux germaniques de cette période ou encore les ornements des bols suspendus irlandais.

#### Les pages tapis
La première page tapis contient une grande croix centrale placée sur un fond d'entrelacs et entourée d'un cadre contenant aussi des entrelacs dont les formes rappellent la stèle de Fahan (en) Mura (en)  ainsi que la croix de Carndonagh qui sont toutes les deux datées de la fin du VIIe siècle. Au moment de la rénovation de sa reliure, il a été émis l'hypothèse que cette page était autrefois placée avant l'évangile de Matthieu, mais cette hypothèse a été contestée. La croix est composée d'une double traverse entourée de quatre petites croix à chaque angle. Des petits carrés sont placés aux centres de chaque croisée et extrémité de la croix, décorés de tout petit damier ou d'une svastika. Ces décorations rappellent la technique de décoration des Millefiori. Ces carrés constituent l'élément de base du réseau que forme le dessin de la page. Une croix similaire se retrouve au folio 33 recto du Livre de Kells.
La page tapis du folio 3 verso pourrait aussi être mal placée et devrait peut-être être située auparavant au début de l'évangile de Matthieu, son dessin étant plus proche des autres pages précédents les autres évangiles. Le décor central, toujours entouré d'un cadre d'entrelacs, est composé de cercles, spirales et de motifs en trompette. Ces spirales forment des triskèles : il s'agit des très rares exemples de triskèles représentés dans l'enluminure insulaire. Il s'agit probablement d'une évocation de la Trinité.

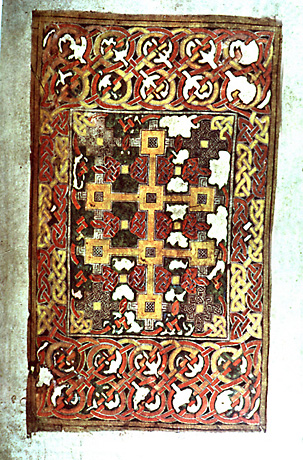
folio 1 verso
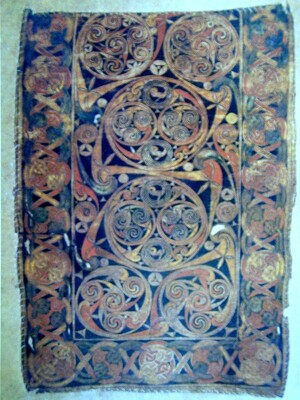
folio 3 verso
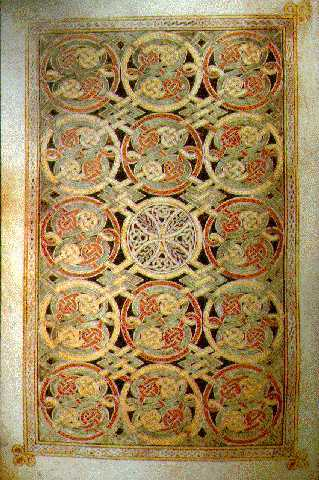
folio 85 verso
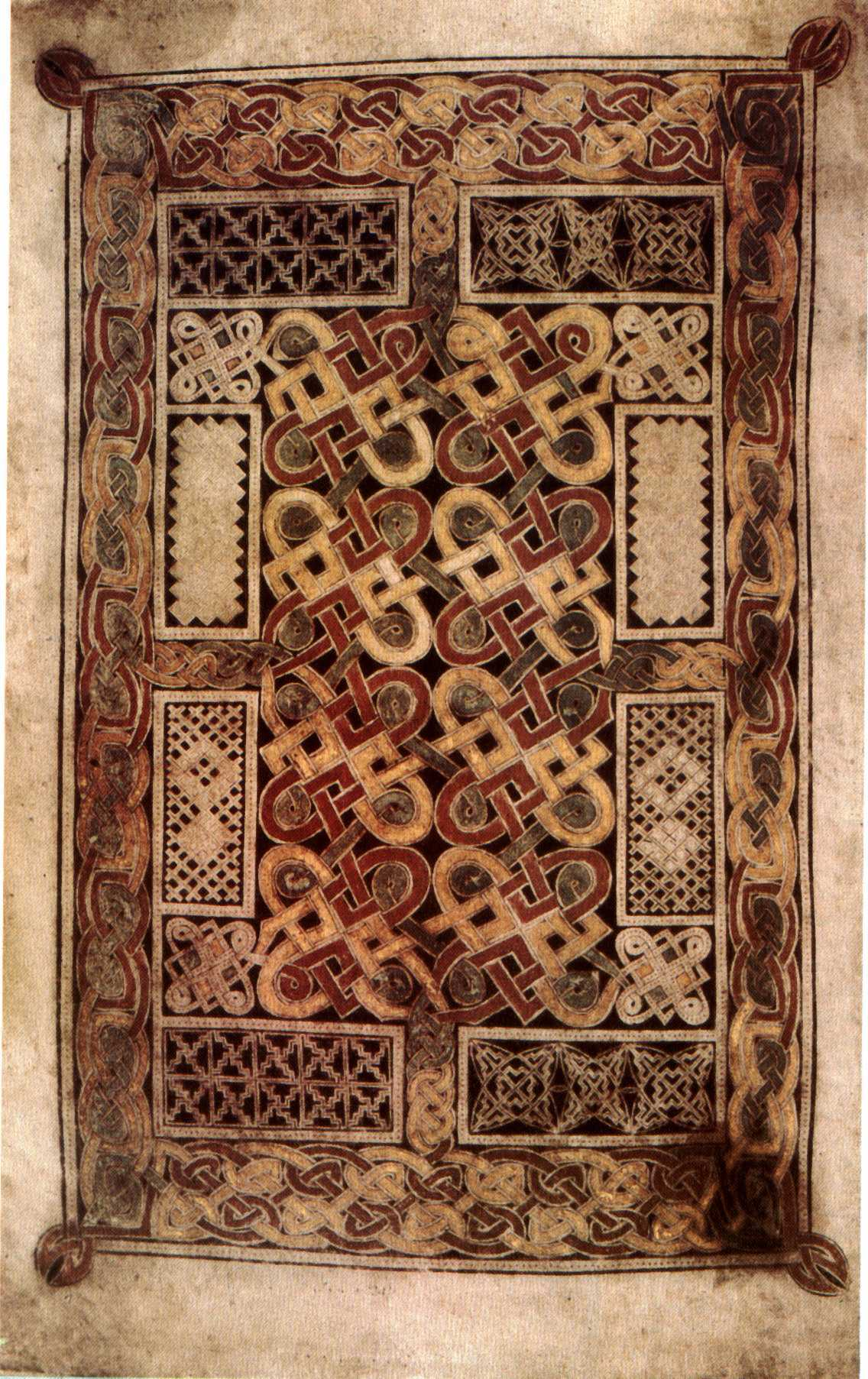
folio 125 verso
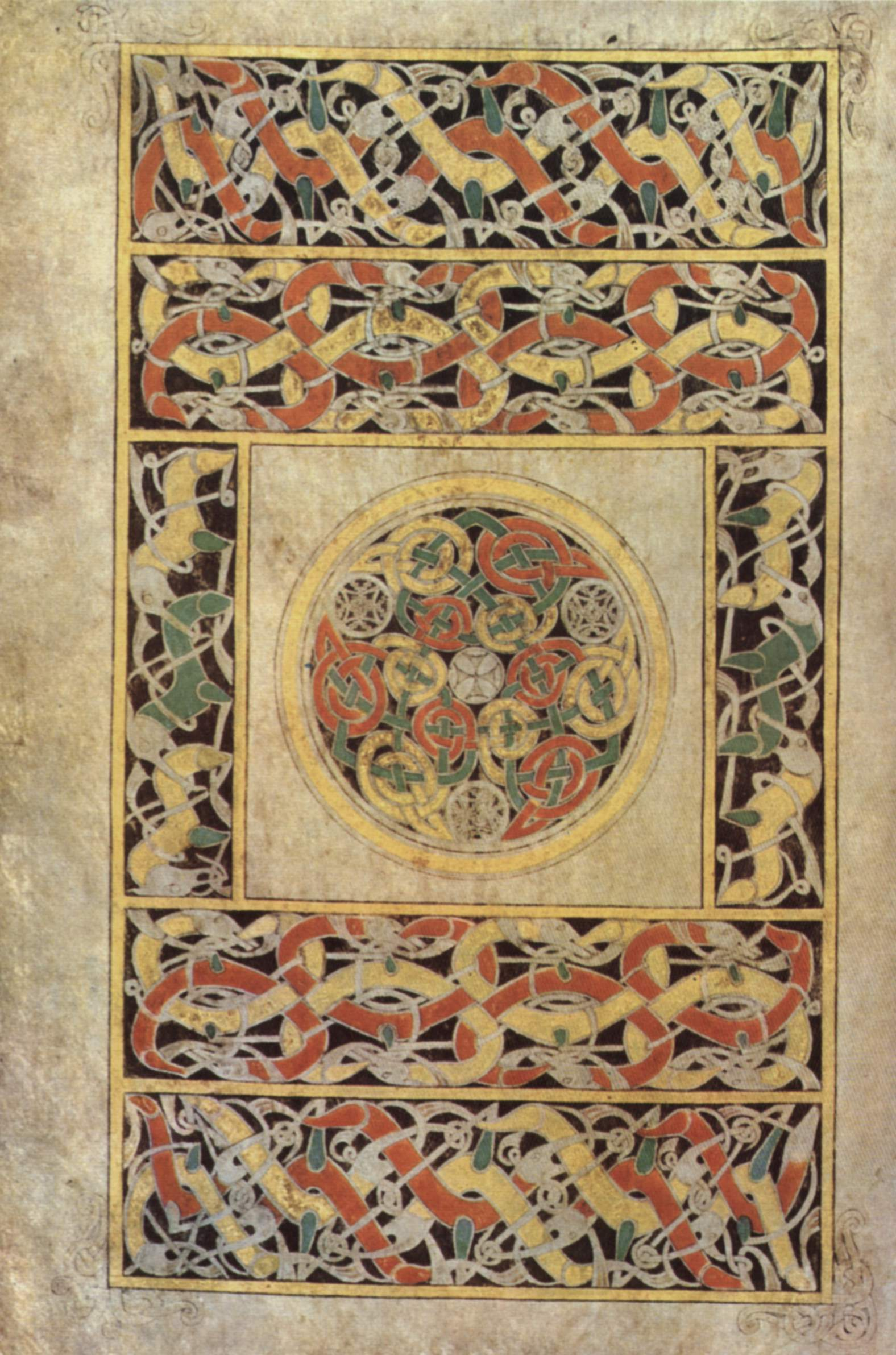
folio 192 verso

La page tapis au début de l'évangile de Marc représente quinze grands cercles entrelacés entourés d'un petit cadre d'entrelacs étroits. Les cercles sont eux-mêmes décorés d'entrelacs de couleur rouge, jaune et vert. Seul le cercle central est décoré d'une croix jaune, entourée de nœuds trilobés évoquant la Trinité. La page devant l'évangile de Luc est composée de grands entrelacs centraux entourés de petits panneaux rectangulaires, le tout sur un fond noir. Ce dernier est tellement visible qu'il forme presque en son centre trois croix de Malte. Les petits rectangles sont décorés de motifs géométriques en cloisonné empruntant au travail de l'émail. La dernière page tapis devant l'évangile de Lion contient six panneaux rectangulaires symétriques contenant des entrelacs faits d'animaux. Il s'agit des premiers motifs de ce type représentés dans un manuscrit. On les retrouve sur certains objets du Trésor du Staffordshire, retrouvé en Angleterre et daté de la même période que le livre de Durrow. Le grand cercle central contient en son centre une croix de Malte. Sur le pourtour du grand cercle se trouve trois petits cercles contenant eux-mêmes des ornements en cloisonnés. Il pourrait s'agir là encore d'une évocation de la Trinité, ou bien d'une représentation symbolique du temple de Jérusalem.